# IC 5055
IC 5055 ist eine Spiralgalaxie vom Hubble-Typ Sc im Sternbild Pfau am Südsternhimmel. Sie ist schätzungsweise 433 Millionen Lichtjahre von der Milchstraße entfernt und hat einen Durchmesser von etwa 95.000 Lichtjahren.
Im selben Himmelsareal befindet sich u. a. die Galaxie IC 5052.
Das Objekt wurde am 26. September 1900 von dem Astronomen DeLisle Stewart entdeckt und später von Johan Dreyer in seinem Index-Katalog verzeichnet.